# Imeria africana
Imeria africana là một loài tò vò trong họ Ichneumonidae.